# Робърт Силвърбърг
Робърт Силвърбърг (на английски: Robert Silverberg) e американски писател, познат с научната си фантастика, многократен лауреат на наградите Хюго и Небюла.

## Биография и творчество
Робърт Силвърбърг е роден на 15 януари 1935 г. в Бруклин, Ню Йорк, САЩ.
Ненаситен читател от дете, започва да изпраща разкази в научнофантастични списания в още годините на ранното си юношество. Следва в Колумбийския университет и получава бакалавърска степен по английска литература през 1956 г., но продължава да пише научна фантастика.
Първият му публикуван роман, детска книга със заглавие „Revolt on Alpha C“, излиза през 1955 г. и през следващата година той спечелва първата си награда Хюго за „най-добър нов писател“. През следващите четири години по негови собствени пресмятания той пише по един милион думи на година за списания и Ace Doubles.
През 1959 г. пазарът за научна фантастика рухва и Силвърбърг насочва своята способност да пише плодовито към други области – от подплатени с мащабни проучвания историко-популярни книги до софт порно романи за Nightstand Books.
В средата на 60-те години на XX в. литературните амбиции на авторите на научна фантастика започват да нарастват и Фредерик Пол, редактор по онова време на три списания за научна фантастика, дава на Силвърбърг карт бланш да пише за тях. Получил това вдъхновение, Силвърбърг започва отново да пише, като обръща повече внимание на дълбочината на характерите и социалното обкръжение, отколкото в миналото, и използва елементи от модернистичната литература, която е учил в Колумбия.
Книгите, които пише по това време, са признати за качествен скок в сравнение с по-ранните му работи. Може би първото произведение на новия Силвърбърг е „Да отвориш небето“ (To Open the Sky) – антология от разкази, публикувани от Фредерик Пол в Галъкси, в който една нова религия помага на хората да стигнат до звездите. Тя е последвана от „Надолу към Земята“ (Downward to Earth), може би първата постколониална научнофантастична книга, книга с отзвуци от Джоузеф Конрад, в която бивш земен администратор на един чужд свят се завръща в него след освобождаването му. Други известни и одобрени от критиката работи от това време са „Да живееш отново“ (To Live Again), в която личностите на умрелите могат да се прехвърлят в други тела; „Светът вътре“ (The World Inside) – поглед към едно пренаселено бъдеще и „Да умираш отвътре“ (Dying Inside), излязла на български като „То умира в мен“ – потресаваща история за един телепат, който постепенно загубва способностите си.
През 1969 г. неговата „Нощни крила“ (Nightwings) печели награда Хюго за най-добър роман. Той печели Небюла през 1970 г. за разказа „Пътници“ (Passengers) и две през следващата година – за романа си „Време на промени“ (Time of Changes) и разказа „Добри новини от Ватикана“ (Good News from the Vatican) и още една през 1975 г. за новелата си „Роден с мъртвите“ (Born with the Dead). През 1970 г. е почетен гост на Световния конгрес по научна фантастика.
Силвърбърг е изморен след години висока продуктивност и силен стрес вследствие заболяване на щитовидната жлеза и голям пожар в дома му. Той се мести от родния си Ню Йорк на Западния бряг през 1972 г. и обявява, че повече няма да пише, през 1975 г. Но през 1980 г. се завръща със „Замъкът на лорд Валънтайн“ (Lord Valentine’s Castle), мащабно разгърнато приключение, развиващо се на друга планета, което става основа на серия, и оттогава не престава да пише.

## Произведения

### Самостоятелни романи
- Revolt on Alpha C (1955)
- The 13th Immortal (1956)
- Master of Life and Death (1957)
- Aliens From Space (1958) – като Дейвид Озбърн
- Collision Course (1958)
- Invaders from Earth (1958)
- Invisible Barriers (1958) – като Дейвид Озбърн
- Lest We Forget Thee, Earth (1958) – като Калвин М. Нокс
- The Silent Invaders (1958)
- Starhaven (1958) – като Айвър Йоргенсон
- Stepsons of Terra (1958)
- The Planet Killers (1959)
- The Plot Against Earth (1959) – като Калвин М. Нокс
- Starman's Quest (1959)
- Lost Race of Mars (1960)
- Planet of Death (1960)
- Recalled to Life (1962)
- The Seed of Earth (1962)
- One of Our Asteroids is Missing (1964) – като Калвин М. Нокс
- Regan's Planet (1964)
- Time of the Great Freeze (1964)
- Conquerors from the Darkness (1965)
- We, the Marauders (1965)
- The Gate of Worlds (1967)
- Thorns (1967)
- Those Who Watch (1967)
- The Time Hoppers (1967)
- To Open the Sky (1967)
- Hawksbill Station (1968) – издаден и като „The Anvil of Time“
- The Masks of Time (1968) – издаден и като „Vornan-19“
- Across a Billion Years (1969)
- The Man in the Maze (1969)
Човекът в лабиринта, изд.: „Галактика“, Варна (1998),
- Nightwings (1969)
- Three Survived (1969)
- To Live Again (1969)
- Up the Line (1969)
Назад по линията, изд.: „Бард“, София (1993), прев. Юлиян Стойнов
- Downward to the Earth (1970)
- Tower of Glass (1970)
- World's Fair 1992 (1970)
- The World Inside (1971)
- A Time of Changes (1971)
Време на промени, изд.: „Бард“, София (2010), прев. Владимир Зарков
- Son of Man (1971)
- Dying Inside (1972)
- The Book of Skulls (1972)
Книгата на черепите, изд.: „Бард“, София (2008), прев. Валерий Русинов
- The Second Trip (1972)
- The Stochastic Man (1975)
- Shadrach in the Furnace (1975)
- The Desert of Stolen Dreams (1981)
- Lord of Darkness (1983)
- Gilgamesh the King (1984)
- Tom O'Bedlam (1985)
- Sailing to Byzantium (1985)
- Star of Gypsies (1986)
- Project Pendulum (1987)
- The Secret Sharer (1988)
- In Another Country (1989)
- To the Land of the Living (1989)
- The New Springtime (1990)
- Nightfall (1990) – с Айзък Азимов
Падането на нощта, изд.: „Тема“, София (1994), прев. Станимир Йотов
- Child of Time (1991) – с Айзък Азимов
Дете на времето, изд.: „Летера“, Пловдив (1993), прев. Дора Дончева
- The Face of the Waters (1991)
Лицето над водата, изд.: „Бард“, София (2009), прев. Юлиян Стойнов
- The Ugly Little Boy (1992) – с Айзък Азимов
- Kingdoms of the Wall (1992)
Тайнствата на стената, изд.: „Сталкер“, София (1993), прев. Дора Дончева
- Thebes of the Hundred Gates (1992)
- The Positronic Man (1992) – с Айзък Азимов
Позитронният човек, изд.: „Сталкер“, София (1993), прев. Владимир Зарков
- Hot Sky at Midnight (1993)
Зной в полунощ, изд.: „Дамян Яков“, София (1998), прев. Камен Костов
- The Realm of Prester John (1996)
- Starborne (1996) 
Първата вълна, изд.: „Бард“, София (2004), прев. Милена Илиева
- The Alien Years (1997)
- Shadow on the Stars (2000)
- Cronos (2001)
- The Longest Way Home (2002)
- Roma Eterna (2003) 
Рома Етерна, изд.: „Бард“, София (2004), прев. Силвана Миланова
- Blood on the Mink (2012)
- Beyond the Doors of Death (2013) – с Дамиън Бродерик

### Серия „Нидориан“ (Nidorian) – като Робърт Рандал
1. The Shrouded Planet (1957)
2. The Dawning Light (1959)

### Серия „Маджипур“ (Majipoor: Lord Valentine)
1. Lord Valentine's Castle (1980)
Замъкът на лорд Валънтайн, изд.: „Георги Бакалов“, Варна (1987), прев. Борис Миндов
Замъкът на лорд Валънтайн, изд.: „Камея“, София (1997), прев. Владимир Германов
Замъкът на лорд Валънтайн, изд.: „Бард“, София (2014), прев. Борис Миндов
2. Majipoor Chronicles (1982)
Маджипурски хроники, изд.: „Бард“, София (2014), прев. Владимир Германов, Роза Григорова
3. Valentine Pontifex (1983)
Валънтайн Понтифекс, изд.: „Бард“, София (2014), прев. Владимир Германов, Роза Григорова
4. The Mountains of Majipoor (1995)

### Серия „Нова пролет“ (New Springtime)
1. At Winter's End (1988)
2. The Queen of Springtime (1989)

### Серия „Огън през зимата“ (Fire in Winter) – сКарън Харбър
1. The Mutant Season (1989)

### Серия „Маджипур: Лорд Престаймиън“ (Majipoor: Lord Prestimion)
1. Sorcerers of Majipoor (1997)
2. Lord Prestimion (1999)
3. The King of Dreams (2001)
4. Tales of Majipoor (2013)